# Verrières (Orne)
Verrières település Franciaországban, Orne megyében. Lakosainak száma 420 fő (2022. január 1.). Verrières Perche en Nocé, Saint-Germain-des-Grois, Saint-Pierre-la-Bruyère, Rémalard en Perche és Sablons-sur-Huisne községekkel határos.

## Népesség
A település népessége az elmúlt években az alábbi módon változott:
| Lakosok száma | 412  | 423  | 431  | 423  | 423  | 423  | 421  | 419  | 420  |
|               | 2013 | 2015 | 2016 | 2017 | 2018 | 2019 | 2020 | 2021 | 2022 |